# Csianghszi
Csianghszi (Jiangxi) kiejtéseⓘ (kínai: 江西, pinjin: Jiāngxī) tartomány a Kínai Népköztársaság déli részén. Északon a Jangce partja határolja. Neve nem azt jelenti, amit szó szerinti olvasata, „a Jangcétól nyugatra”, hanem a Csiangnan hszi (Jiangnan xi) (江南西; „Nyugat-Jiangnan”, pontosabban „a Jangce folyótól délre eső terület nyugati része”) szavak összevonásából ered. A nevet akkor kapta, amikor Csiangnan (Jiangnan) tartományt (nevének jelentése „a Jangcétól délre”) a Tang-dinasztia idején nyugati és keleti részre osztották. Tartományi székhelye és legnagyobb városa Nancsang (Nanchang).

## Történelem
A tartományon át vezetett a kínai alföldről, illetve a Jangce folyó völgyéből délre vezető főút. Ez az út stratégiai jelentőségű volt minden korban.
Ez a vidék i. e. 1000 tájára kapcsolódott be a kínai kultúra életébe. Kezdetben szervezetlen határvidék volt. I. e. 223-ban terjeszkedett ki területének egy részére kínai állam közigazgatási szervezete. Nagyon sok közigazgatási átszervezést élt meg, végül a mai tartományt a Ming-dinasztia (14–17. század) idején szervezték meg.
A kínai polgárháborúban nagyon hamar a kommunisták bázisa lett a tartomány. 1935-re a Kuomintang (Guomindang) nyomására helyzetük katonailag tarthatatlanná vált. Kitörtek, és megkezdődött a hosszú menetelés.

## Közigazgatás
Csianhszi (Jiangxi) tartomány 11 prefektúrai szintű városra van felosztva:
- Nancsang (Nanchang) (egyszerűsített kínai: 南昌市; pinjin: Nánchāng shì)
- Csiucsiang (Jiujiang) (九江市 Jiǔjiāng shì)
- Csingtöcsen (Jingdezhen) (景德镇市 Jǐngdézhèn shì)
- Pinghsziang (Pingxiang) (萍乡市 Píngxiāng shì)
- Hszinjü (Xinyu) (新余市 Xīnyú shì)
- Jingtan (Yingtan) (鹰潭市 Yīngtán shì)
- Kancsou (Ganzhou) (赣州市 Gànzhōu shì)
- Jicsun (Yichun) (宜春市 Yíchūn shì)
- Sangzsao (Shangrao) (上饶市 Shàngráo shì)
- Csian (Ji'an) (吉安市 Jí'ān shì)
- Fucsou (Fuzhou) (抚州市 Fǔzhōu shì)

## Népesség
| 2010 | 44 567 475 |
| 2020 | 45 188 635 |